# Estação Ferroviária de Itabaiana
A Estação Ferroviária de Itabaiana foi uma estação ferroviária localizada na cidade de Itabaiana, Paraíba. Inaugurada em 1901 ela integrava a linha da Great Western que ligava Recife à Natal, era uma das 5 estações triangulares que existem ou já existiram no Brasil.
Em 1907 foi inaugurado o ramal de Campina Grande e a estação de Itabaiana serviu como entroncamento para os trens que subiam ou desciam a Serra da Borborema.
O transporte de passageiros não acontecia na linha desde os anos de 1980 e a estação deixou de servir ao seu propósito inicial em 1997, quase cem anos depois de sua inauguração, dando lugar a moradia e a uma serraria.